# Viața în acvariu
Viața în acvariu (engleză Fish Hooks) este un serial animat american creat de Noah Z. Jones. Premiera originală a avut loc pe 24 septembrie 2010, în Statele Unite, pe Disney Channel
Actorii care interpretează vocile originale din Viața în acvariu sunt Kyle Massey (That's So Raven și Cory In the House), Chelsea Staub (Bratz și Jonas L.A.) și Justin Roiland.
În România, serialul a avut premiera pe data de 12 februarie 2011, pe Disney Channel România. O "privire pe furiș" ("Sneak Peek") a avut loc pe 15 ianuarie 2011.

## Povestea
Povestea serialului se învârte în jurul peștilor adolescenți Milo, a fratelui său Oscar și a prietenei lor, Bea. Aceștia urmează cursurile Liceului Apă-Dulce, dintr-un acvariu aflat într-un magazin de animale. Serialul prezintă viețile lor de zi cu zi, confruntându-se cu atacurile homarilor, excursii școlare în cuștile hamsterilor sau ziua fotografiei. Ei se confruntă, de asemenea, cu problemele adolescenței, cum ar fi prieteniile, dragostea, sporturile, bătăile și acneea.

## Producția
Serialul este produs folosind un mixaj între animația digitală 2D și colaje fotografice. Viața în acvariu este creat și co-executiv produs de ilustratorul cărților pentru copii, Noah Z. Jones și dezvoltat pentru televiziune de Alex Hirsch și Bill Reiss. Numele actorilor de voce, principali și secundari, au fost anunțați într-un comunicat de presă, susținut de Disney Channel pe data de 26 august 2010.

## Distribuția

### Personaje princiapale
- Kyle Massey - Milo
- Justin Roiland - Oscar
- Chelsea Staub - Bea

### Personaje secundare
- Alex Hirsch - Clamantha (Clementa)
- Kimberley Mooney - Finberley
- John DiMaggio - Jocktopus (Caracatus)
- Kari Wahlgren Ostrencia - ShellSea
- Atticus Shaffer - Albert Glass
- Rachel Dratch - Esmargot
- Dana Snyder - Mr. Baldwin (Domnul Baldwin)

### Apariții
- Tiffany Thornton - Doris Flores Gorgeous (Doris Flores Frumusescu)
- Jason Earles - Kevin
- Sabrina Bryan - Pamela Hamster
- Ozzy Osbourne - The Earth Troll
- Jason Alexander - Mr.Nibbles (Domnul Nibbles)
- Eric Ladin - Ron
- Tress MacNeille - Bassy
- Blake Carl - Chief

## Lansare internațională
| Țară / Regiune             | Canal(e)                                 | Data premierei                                               | Titlu                      |
| -------------------------- | ---------------------------------------- | ------------------------------------------------------------ | -------------------------- |
| Lumea arabă                | Disney Channel Orientul Mijlociu         | 15 ianuarie 2011 (Sneak Peek) 12 februarie 2011 (Premieră)   | Fish Hooks                 |
| Argentina                  | Disney Channel America Latină            | 5 septembrie 2010 (Sneak Peek) 8 decembrie 2010 (Premieră)   | Pecezuelos                 |
| Brazilia                   | Disney Channel America Latină            | 5 septembrie 2010 (Sneak Peek) 8 decembrie 2010 (Premieră)   | Adolepeixes                |
| Chile                      | Disney Channel America Latină            | 5 septembrie 2010 (Sneak Peek) 8 decembrie 2010 (Premieră)   | Pecezuelos                 |
| Columbia                   | Disney Channel America Latină            | 5 septembrie 2010 (Sneak Peek) 8 decembrie 2010 (Premieră)   | Pecezuelos                 |
| Mexic                      | Disney Channel America Latină            | 5 septembrie 2010 (Sneak Peek) 8 decembrie 2010 (Premieră)   | Pecezuelos                 |
| Peru                       | Disney Channel America Latină            | 5 septembrie 2010 (Sneak Peek) 8 decembrie 2010 (Premieră)   | Pecezuelos                 |
| Venezuela                  | Disney Channel America Latină            | 5 septembrie 2010 (Sneak Peek) 8 decembrie 2010 (Premieră)   | Pecezuelos                 |
| Turcia                     | Disney Channel Turcia                    | 15 ianuarie 2011 (Sneak Peek) 12 februarie 2011 (Premieră)   | Balık Oltası               |
| Australia Noua Zeelandă    | Disney Channel Australia                 | 2 octombrie 2010 (Sneak Peek) 22 noiembrie 2010 (Premieră)   | Fish Hooks                 |
| Bulgaria                   | Disney Channel Bulgaria                  | 15 ianuarie 2011 (Sneak Peek) 12 februarie 2011 (Premieră)   | Риби тийнейджъри           |
| Canada                     | Family Channel Canada                    | 3 septembrie 2010 (Sneak Peek) 25 septembrie 2010 (Premieră) | Fish Hooks                 |
| Cehia                      | Disney Channel Cehia                     | 15 ianuarie 2011 (Sneak Peek) 12 februarie 2011 (Premieră)   | Rybičky                    |
| Franța                     | Disney Channel Franța                    | 15 decembrie 2010 (Sneak peek) 14 februarie 2011 (Premieră)  | Ca bulle!                  |
| Germania Austria           | Disney Channel Germania                  | 31 decembrie 2010 (Sneak Peek) 10 ianuarie 2011 (Premieră)   | Der Fisch-Club             |
| Grecia                     | Disney Channel Grecia                    | 15 ianuarie 2011 (Sneak Peek) 12 februarie 2011 (Premieră)   | Ψαρο-Ιστορίες              |
| Italia                     | Disney Channel Italia                    | 31 decembrie 2010 (Sneak Peek) ianuarie 2011 (Premieră)      | Fish Hooks - Vita da Pesci |
| Japonia                    | Disney Channel Japonia                   | 18 decembrie 2010 (Sneak Peek) martie 2011 (Premieră)        | スイチュー! フレンズ       |
| Țările de Jos · Belgia     | Disney Channel Olanda                    | 14 februarie 2011 (Premieră)                                 | Fish Hooks                 |
| Polonia                    | Disney Channel Polonia                   | 31 decembrie 2010 (Sneak Peek) 15 ianuarie 2011 (Premieră)   | Akwalans                   |
| România                    | Disney Channel România                   | 15 ianuarie 2011 (Sneak Peek) 12 februarie 2011 (Premieră)   | Viața în acvariu           |
| Rusia                      | Disney Channel Rusia                     | 4 noiembrie 2010 (Sneak Peek) 22 noiembrie 2010 (Premieră)   | Fish Hooks                 |
| Spania                     | Disney Channel Spania                    | 30 decembrie 2010 (Sneak Peek) ianuarie 2011 (Premieră)      | Pecezuelos                 |
| Suedia                     | Disney Channel Scandinavia               | 18 februarie 2011 (Premieră)                                 | På kroken                  |
| Danemarca                  | Disney Channel Scandinavia               | 2011 (Premieră)                                              | På krogen                  |
| Regatul Unit Irlanda       | Disney Channel Marea Britanie și Irlanda | 17 septembrie 2010 (Sneak Peek) 6 noiembrie 2010 (Premieră)  | Fish Hooks                 |
| Statele Unite ale Americii | Disney Channel                           | 3 septembrie 2010 (Sneak Peek) 24 septembrie 2010 (Premieră) | Fish Hooks                 |
| Statele Unite ale Americii | Disney XD                                | 19 februarie 2011                                            | Fish Hooks                 |